# Степанова, Раиса Николаевна
Раи́са Никола́евна Степа́нова (19 февраля 1950, Вологда — 2008), в девичестве Никано́рова — советская легкоатлетка, специалистка по бегу на короткие дистанции. Выступала за сборную СССР по лёгкой атлетике в конце 1960-х — начале 1970-х годов, обладательница бронзовой медали чемпионата Европы, чемпионка Европы в помещении, многократная призёрка первенств всесоюзного значения, бывшая рекордсменка страны в эстафете 4 × 400 метров. Представляла Вологду и физкультурно-спортивное общество «Динамо». Мастер спорта СССР международного класса.

## Биография
Раиса Никанорова родилась 19 февраля 1950 года в Вологде. Окончила Вологодский государственный педагогический институт.
Занималась лёгкой атлетикой в Вологде и Череповце, проходила подготовку под руководством тренеров Ю. Г. Козлова и Б. М. Рассохина, выступала за всесоюзное физкультурно-спортивное общество «Динамо».
Первого серьёзного успеха на международном уровне добилась в сезоне 1968 года, когда вошла в состав советской сборной и выступила на Европейских юниорских легкоатлетических играх в Лейпциге — выиграла серебряную медаль в беге на 400 метров, вместе с соотечественницами Надеждой Бесфамильной, Мариной Никифоровой и Людмилой Жарковой одержала победу в эстафете 4 × 100 метров.
В 1969 году на Европейских легкоатлетических играх в помещении в Белграде совместно с бегуньями Верой Попковой, Людмилой Самотёсовой и Анной Зиминой победила в эстафете 195+390+585+780 м (1+2+3+4 круга). Принимала участие в матчевой встрече со сборной США в Лос-Анджелесе, где установила всесоюзный рекорд в эстафете 4 × 400 метров — 3.38,7. На чемпионате СССР в Киеве завоевала серебряную награду в 400-метровом беге. На чемпионате Европы в Афинах заняла четвёртое место в эстафете 4 × 400 метров, улучшив всесоюзный рекорд до 3.33,7.
В 1970 году стартовала в беге на 400 метров на чемпионате Европы в помещении в Вене, но в финал не вышла. Победительница полуфинала Кубка Европы в Бухаресте.
В 1971 году на чемпионате страны в рамках V летней Спартакиады народов СССР в Москве трижды поднималась на пьедестал почёта: взяла бронзу в беге на 100 метров, получила серебро в беге на 200 метров и в эстафете 4 × 400 метров. На чемпионате Европы в Хельсинки стала бронзовой призёркой в эстафете 4 × 400 метров, при этом её партнёршами были Вера Попкова, Надежда Колесникова и Наталья Чистякова. По итогам сезона удостоена почётного звания «Мастер спорта СССР международного класса» (первый МСМК в Вологодской области).
В 1972 году уже под фамилией Степанова выиграла бронзовую медаль в эстафете 4 × 100 метров на чемпионате СССР в Москве.
В 1973 году на чемпионате СССР в Москве добавила в послужной список серебряную награду, выигранную в эстафете 4 × 100 метров.
Брат Виктор Никаноров — так же успешный бегун-спринтер, двукратный чемпион СССР.
Впоследствии проживала в Вологде, работала преподавателем биологии в средней школе № 32. Воспитала троих детей, сын Сергей серьёзно занимался лёгкой атлетикой, чемпион мира среди полицейских и пожарных.
Умерла в 2008 году в возрасте 58 лет в результате осложнений после операции.